# Peter Abrahamsson
Pour les articles homonymes, voir Abrahamsson.
Peter Abrahamsson, né le 18 juillet 1988 à Jörlanda en Suède, est un footballeur international suédois qui joue au poste de gardien de but au BK Häcken.

## Biographie

### Örgryte IS
Peter Abrahamsson commence le football au Vallens IF (en), et rejoint en 2005 l'Örgryte IS, où il intègre dans un premier temps les équipes de jeunes. Il joue son premier match en équipe première le 21 juillet 2008, lors d'une rencontre de Superettan contre Jönköpings Södra IF, où il doit remplacer Dick Last, l'habituel titulaire, sorti blessé. Le match s'achève sur un score nul et vierge (0-0).

### BK Häcken
Le 14 novembre 2013, est annoncé le transfert de Peter Abrahamsson au BK Häcken pour la saison 2014, le gardien de but s'engageant pour trois ans. Il ne joue aucun match lors de sa première saison, étant la doublure de Christoffer Källqvist, l'habituel numéro un au poste. 
Il réussit finalement à s'imposer comme titulaire lors de sa deuxième saison. De 2015 à 2019, il dispute ainsi près de 130 matchs en première division. Il participe également aux tours préliminaires de la Ligue Europa. Il remporte dans le même temps deux Coupes de Suède, en 2016 et 2019.
Il est victime d'une rupture du ligament croisé en août 2020, ce qui lui vaut d'être absent des terrains pendant de longs mois. Le BK Häcken le remplace alors par le jeune Pontus Dahlberg du Watford FC qui arrive en prêt,.
Abrahamsson est de retour sur les terrains en juin 2021, presque un an après sa blessure, étant titularisé lors d'un match amical remporté par Göteborg contre l'Örebro SK (1-0).
Il participe au sacre du BK Häcken, le club remportant le championnat de Suède pour la première fois de son histoire lors de la saison 2022.
Avec l'arrivée d'Andreas Linde au BK Häcken au début de l'année 2024, Abrahamsson perd sa place de titulaire au profit du nouveau venu mais le gardien de 35 ans reste alors déterminé pour reprendre sa place.

### En sélection
Peter Abrahamsson honore sa première sélection avec l'équipe nationale de Suède le 8 janvier 2017, contre la Côte d'Ivoire (défaite 1-2 de la Suède).

## Palmarès
BK Häcken;
- Coupe de Suède (2) :
  - Vainqueur : 2015-16 et 2018-19.
- Championnat de Suède (1) :
  - Champion : 2022.